# 오리엔탈 에어 브리지
오리엔탈 에어 브리지(일본어: オリエンタルエアブリッジ, 영어: Oriental Air Bridge)는 일본의 나가사키 공항을 거점으로하는 지역 항공사이다. 나가사키 항공으로 개업했었으나, 2001년 3월 현재의 이름으로 바꾸었다.

## 보유 기종
- 2023년 11월 기준으로 오리엔탈 에어 브리지는 다음과 같이 보유하고 있다.

### 퇴역 기종
- 봄바디어 대시 8 Q100 1
- 브리튼-노먼 BN2B-20 아일랜더 1